# Phyxioschema gedrosia
Espèce
Phyxioschema gedrosia est une espèce d'araignées mygalomorphes de la famille des Euagridae.

## Distribution
Cette espèce est endémique du Sistan-et-Baloutchistan en Iran,. Elle se rencontre dans les monts Bashagard.

## Description
Le mâle holotype mesure 11,7 mm.

## Étymologie
Son nom d'espèce lui a été donné en référence au lieu de sa découverte, la Gédrosie.

## Publication originale
- Schwendinger & Zamani, 2018 : A new species of Phyxioschema (Araneae: Dipluridae) from Iran. Revue Suisse de Zoologie, no 125, no 2), p. 283-289.